# Janick Gers
Janick Robert Gers (născut pe 27 ianuarie 1957, în Hartlepool, Anglia) este unul dintre cei trei chitariști ai faimoasei trupe britanice de heavy metal, Iron Maiden.
În 1990, Janick Gers a cântat pe primul album solo al vocalistului Iron Maiden, Bruce Dickinson, Tattooed Millionaire. În timpul înregistrărilor albumului, i s-a cerut să se alăture formației Iron Maiden pentru a-l înlocui pe Adrian Smith. Janick Gers a rămas după aceea în formație, chiar după reîntoarcerea lui Adrian Smith, în 1999.

## Discografie

### White Spirit
- White Spirit (1980)

### Gillan
- Double Trouble (1981)
- Magic (1982)

### Gogmagog
- I Will Be There EP (1985)

### Fish
- Vigil in a Wilderness of Mirrors (1990)

### Bruce Dickinson
- Tattooed Millionaire (1990)

### Iron Maiden
- No Prayer for the Dying (1990)
- Fear of the Dark (1992)
- A Real Live One (1993)
- A Real Dead One (1993)
- Live at Donington (1993)
- The X Factor (1995)
- Virtual XI (1998)
- Brave New World (2000)
- Rock in Rio (2002)
- Dance of Death (2003)
- Death on the Road (2005)
- A Matter of Life and Death (2006)

1. ↑   http://www.reuters.com/article/2009/01/21/us-ironmaiden-idUSTRE50K0EJ20090121 Lipsește sau este vid: |title= (ajutor)